# السمك النهري
فصائل السمك النهري أو شبوط نهري تعيش في المياه العذبة والمياه قليلة الملوحة وتصنف هذه السمكة من شعاعيات الزعانف من فصيلة الشبوطيات وهي فصيلة أصولها أوروبية، ولكنها انتشرت بأنحاء عدة بالعالم، وهي من الفصائل التي يكثر صيدها من قبل صائدي الأسماك غير المرغوبة.

## وصف
يختلف السمك النهري عن غيره من أسماك البرعان الموجودة في أوروبا بشكل أسفل فمه وفكه العلوي أطول من باقي افراد الفصيلة وطرف شفته العلوية مساوي للخط المركزي لعينه ويفتقر لوجود أنف واضح، ولديه قزحية عين مصفرة وجسد مغطى بحراشف فضية كبيره ويحتوي خطه الجانبي على 49 – 52 حرشفة، ولزعنفته الشرجية حافة مقعره وزعنفته الذيلية منفصلة، ولزعنفته الظهرية 2 – 3 اشواك و7 – 9 أجزاء جلدية بينما لزعنفته الشرجية 3 أشواك و8 – 9 أجزاء جلدية، ويصل أطول أفراد الأسماك النهرية إلى 30 سنتيميتر (12 بوصه).

## التوزيع الجغرافي
يعد السمك النهري من الفصائل الأوروبية والشرق أسيوية حيث تتواجد في احواض بحر الشمال وبحر البلطيق والابحر الأبيض وبحر بارنتس، وتتواجد أيضا في حوض بحر قزوين تحديدا عند أنظمة الصرف لنهري فولغا وأورال وتتواجد في حوض البحر الأسود عند نهري دانوب ودنيبر، وتتواجد في فرنسا عند مصرف نهر السين وعند مصرفي كلاً من نهر الرون ونهر الارك اللذان يصبان في البحر الأبيض المتوسط، ويوجد السمك النهري أيضا في نهر الدانوب الرئيسي في رومانيا و69 درجة شمال إسكندنافيا ومعظم وسط فنلندا وتعد هذه الأماكن هي الموضع الأساسي لفصيلة السمك النهري، وعادة ما تصنف المجموعات في سيبيريا وشرق أسيا على أنها من أسماك برعان تختلف عن تلك الأوروبية.
وانتشرت هذه الفصيلة في العديد من المناطق الجديدة بأوروبا حيث لم تكن متواجدة بها، فعلى سبيل المثال انتشرت في إيرلندا في بدايات القرن العشرين حيث استخدمت كطعم للإمساك بأسماك أكبر حجماً مثل سمكة كراكي، وعقب انتشارها في إيرلندا تخلصت من العديد من الطفيليات التي كانت تعاني منها في منطقتها الاصلية مما أعطاها أفضلية تنافسية على الفصائل الاصلية في المنطقة.

## المسكن الطبيعي والبيولوجيا
يتواجد السمك النهري في الأنهار والجداول المائية وأحيانا في البحيرات والمياه قليلة الملوحة ومصبات الأنهار، وفي الشتاء تعيش قريبة من سطح الماء وتتجمع بأسراب من البالغين بمنخفضات الأنهار والمياه الراكدة. ويمضي بعض البالغين الشتاء كله في منبع النهر عند أماكن وضع البيض، وفي وقت التناسل (في مارس وأبريل) تهاجر الأسماك لمنبع النهر لكي تضع بيوضها الصفراء والشاحبة وتلصقها على الصخور وقيعان الحصى المسطح في مناطق التيارات سريعة التدفق، ويختبئ صغار السمك بين التجاويف والجذور الموجودة على ضفتي النهر المكسوة بالنبات وعندما تنضج تتجه إلى المياه سريعة التدفق تدريجيا، ويعتمد النظام الغذائي للسمك النهري على اللافقاريات الصغيرة.

## الصيد
يصطاد السمك النهري صائدي الأسماك غير المرغوبة والرقم القياسي للجنة الاسماك البريطانية (BRFC) هو 0.64 كيلوغرام (1.4 رطل)، وعلى الرغم من أنها تُوكل في بعض المناطق بأوروبا إلا انها عادة لا تعد من الأغذية السمكية، بل يستخدمها الصيادين كطعم ويعتقد ان هذه هي الالية انتشرت هذه الأسماك بها إلى إيرلندا.